# دهستان کنارتخته
دهستان کنارتخته یکی از دهستان‌های شهرستان کازرون در استان فارس ایران است.

## زبان
مردم این دهستان همانند روستا های اطراف لرتبار هستند و به زبان لری محلی سخن می گویند

## جمعیت
دهستان کنارتخته در بخش کنارتخته و کمارج قرار دارد و بر پایه سرشماری عمومی نفوس و مسکن سال ۱۳۹۰، جمعیت آن ۱٬۰۶۸ نفر (در ۳۰۷ خانوار) بوده‌است.